# Мада (мова)
Мада — мова, що належить до нігеро-конголезької макросімʼї, бенуе-конголезької сімʼї. Поширена в Нігерії (штати Насарава і Кадуна).

## Писемність
Мова мада користується латинською абеткою.
| A a | B b | C c   | E e | Ɛ ɛ | Ǝ ə | D d | F f | G g | Gb gb | H h | Hw hw | I i | J j   | K k | Kp kp | L l |
| --- | --- | ----- | --- | --- | --- | --- | --- | --- | ----- | --- | ----- | --- | ----- | --- | ----- | --- |
| /a/ | /b/ | /t͡sʲ/ | /e/ | /ɛ/ | /ə/ | /d/ | /f/ | /g/ | /ɡ͡b/  | /ʍ/ | /ʍ/   | /i/ | /d͡zʲ/ | /k/ | /k͡p/  | /l/ |

| M m | N n | Ŋ ŋ | Ny ny | O o | Ɔ ɔ | P p | R r | S s | Sh sh | T t | U u | V v | W w | Y y | Z z | Zh zh |
| --- | --- | --- | ----- | --- | --- | --- | --- | --- | ----- | --- | --- | --- | --- | --- | --- | ----- |
| /m/ | /n/ | /ŋ/ | /ŋʲ/  | /o/ | /ɔ/ | /p/ | /r/ | /s/ | /sʲ/  | /t/ | /u/ | /v/ | /w/ | /j/ | /z/ | /zʲ/  |

- Букви h і hw передають один і той самий звук [ʍ]. Але буква h вживається перед буквами для голосних o, ɔ, u, а буква hw — в усіх інших випадках.
- Носові голосні передають написанням букви n після відповідної букви для голосного: an [ã], ɛn [ɛ̃], in [ĩ], ɔn [ɔ̃], un [ũ]. Звуки [e], [ə] і [o] носовими бути не можуть. Раніше (з 1985 року, коли була створена абетка) для позначення носових приголосних використовувалась буква ñ (añ [ã], ɛñ [ɛ̃], iñ [ĩ], ɔñ [ɔ̃], uñ [ũ]), але зараз замість неї використовується n.
- Тони передаються шляхом простановки над буквами для голосних діакритичних знаків: макрон (̄) — середній тон; гравіс (`) — низький; циркумфлекс (ˆ) — спадаючий, гачек (ˇ) — зростаючий. Високий тон позначається написанням букв для голосних без перерахованих діакритичних знаків.